# Макензі (Британська Колумбія)
Макензі (англ. Mackenzie) — окружний муніципалітет в Канаді, у провінції Британська Колумбія, у складі регіонального округу Фрейзер-Форт-Джордж.

## Населення
За даними перепису 2016 року, окружний муніципалітет нараховував 3714 осіб, показавши зростання на 5,9%, порівняно з 2011-м роком. Середня густина населення становила 23,9 осіб/км².
З офіційних мов обидвома одночасно володіли 145 жителів, тільки англійською — 3 555, а 10 — жодною з них. Усього 210 осіб вважали рідною мовою не одну з офіційних, з них 5 — одну з корінних мов, а 5 — українську.
Працездатне населення становило 72,1% усього населення, рівень безробіття — 8% (8,7% серед чоловіків та 6,2% серед жінок). 92,3% осіб були найманими працівниками, а 7,3% — самозайнятими.
Середній дохід на особу становив $55 161 (медіана $48 370), при цьому для чоловіків — $70 503, а для жінок $36 367 (медіани — $69 504 та $29 760 відповідно).
32,5% мешканців мали закінчену шкільну освіту, не мали закінченої шкільної освіти — 25,1%, 42,4% мали післяшкільну освіту, з яких 15,9% мали диплом бакалавра, або вищий, 10 осіб мали вчений ступінь.
| Статево-вікова структура населення | Статево-вікова структура населення | Статево-вікова структура населення | Статево-вікова структура населення | Статево-вікова структура населення |
| ---------------------------------- | ---------------------------------- | ---------------------------------- | ---------------------------------- | ---------------------------------- |
|                                    |                                    |                                    |                                    |                                    |
| Всього                             | Всього                             | 54,9%45,1%                         |                                    |                                    |
| 0 — 14 років                       | 0 — 14 років                       |                                    | 18,3%                              | 18,3%                              |
| 15 — 64 років                      | 15 — 64 років                      |                                    | 70,6%                              | 70,6%                              |
| 65 і більше                        | 65 і більше                        |                                    | 11,1%                              | 11,1%                              |
| 85 і більше                        | 85 і більше                        |                                    | 0,4%                               | 0,4%                               |
| Середній вік (років)               | Середній вік (років)               | 39,238,6                           | 38,9                               | 38,9                               |
| Медіана (років)                    | Медіана (років)                    | 40,238,8                           | 39,5                               | 39,5                               |
| — чоловіки — жінки                 |                                    |                                    |                                    |                                    |

| Походження мешканців:     | Походження мешканців:     | Походження мешканців: | Походження мешканців: | Походження мешканців: |
| ------------------------- | ------------------------- | --------------------- | --------------------- | --------------------- |
| Походження                |                           |                       | осіб                  | %                     |
| Корінні американці        | Корінні американці        |                       | 515                   | 13.81%                |
| Інше північноамериканське | Інше північноамериканське |                       | 1 465                 | 39.28%                |
| Європейське               | Європейське               |                       | 2 735                 | 73.32%                |
| британське                | британське                |                       | 1 770                 | 47.45%                |
| французьке                | французьке                |                       | 585                   | 15.68%                |
| українське                | українське                |                       | 290                   | 7.77%                 |
| Латинськоамериканське     | Латинськоамериканське     |                       | 20                    | 0.54%                 |
| Африканське               | Африканське               |                       | 25                    | 0.67%                 |
| Азійське                  | Азійське                  |                       | 130                   | 3.49%                 |
| Океанійське               | Океанійське               |                       | 10                    | 0.27%                 |

| Зайнятість населення за галузями (за класифікацією NOC): | Зайнятість населення за галузями (за класифікацією NOC): | Зайнятість населення за галузями (за класифікацією NOC): | Зайнятість населення за галузями (за класифікацією NOC): | Зайнятість населення за галузями (за класифікацією NOC): |
| -------------------------------------------------------- | -------------------------------------------------------- | -------------------------------------------------------- | -------------------------------------------------------- | -------------------------------------------------------- |
|                                                          |                                                          |                                                          |                                                          |                                                          |
| Управління                                               | Управління                                               |                                                          | 6,4%                                                     | 6,4%                                                     |
| Бізнес, фінанси та адміністрування                       | Бізнес, фінанси та адміністрування                       |                                                          | 9,8%                                                     | 9,8%                                                     |
| Природничі та прикладні науки                            | Природничі та прикладні науки                            |                                                          | 5,3%                                                     | 5,3%                                                     |
| Охорона здоров'я                                         | Охорона здоров'я                                         |                                                          | 2,1%                                                     | 2,1%                                                     |
| Освіта, правозахист, муніципальні та урядові служби      | Освіта, правозахист, муніципальні та урядові служби      |                                                          | 5,3%                                                     | 5,3%                                                     |
| Мистецтво, культура, відпочинок та спорт                 | Мистецтво, культура, відпочинок та спорт                 |                                                          | 1,1%                                                     | 1,1%                                                     |
| Роздрібна торгівля та послуги                            | Роздрібна торгівля та послуги                            |                                                          | 18,5%                                                    | 18,5%                                                    |
| Гуртова торгівля, транспорт та обладнання                | Гуртова торгівля, транспорт та обладнання                |                                                          | 25,3%                                                    | 25,3%                                                    |
| Природні ресурси, сільське господарство                  | Природні ресурси, сільське господарство                  |                                                          | 8%                                                       | 8%                                                       |
| Виробництво                                              | Виробництво                                              |                                                          | 18,3%                                                    | 18,3%                                                    |

## Клімат
Середня річна температура становить 2,5°C, середня максимальна – 19,2°C, а середня мінімальна – -17,7°C. Середня річна кількість опадів – 676 мм.
| Клімат поселення                              | Клімат поселення | Клімат поселення | Клімат поселення | Клімат поселення | Клімат поселення | Клімат поселення | Клімат поселення | Клімат поселення | Клімат поселення | Клімат поселення | Клімат поселення | Клімат поселення | Клімат поселення |
| Показник                                      | Січ.             | Лют.             | Бер.             | Квіт.            | Трав.            | Черв.            | Лип.             | Серп.            | Вер.             | Жовт.            | Лист.            | Груд.            |                  |
| Середній максимум, °C                         | −4,83            | −1,75            | 3,20             | 9,58             | 15,12            | 19,20            | 18,32            | 17,53            | 12,82            | 7,08             | −1,15            | −6,05            |                  |
| Середня температура, °C                       | −11,25           | −8,18            | −3,22            | 3,15             | 8,69             | 12,76            | 14,86            | 14,07            | 9,35             | 3,60             | −4,62            | −9,52            |                  |
| Середній мінімум, °C                          | −17,69           | −14,61           | −9,66            | −3,3             | 2,27             | 6,32             | 11,38            | 10,59            | 5,89             | 0,13             | −8,1             | −13              |                  |
| Норма опадів, мм                              | 72               | 52               | 42               | 24               | 46               | 65               | 68               | 54               | 52               | 66               | 68               | 67               |                  |
| Середньомісячна швидкість вітру, м/с          | 1.90             | 1.99             | 2.20             | 2.30             | 2.36             | 2.20             | 2.10             | 1.90             | 2.00             | 2.20             | 2.10             | 1.94             |                  |
| Середньомісячна сонячна радіація, кДж/м²·день | 2183             | 4916             | 10120            | 15305            | 19028            | 20637            | 20133            | 16831            | 11010            | 5656             | 2499             | 1453             |                  |
| --------------------------------------------- | ---------------- | ---------------- | ---------------- | ---------------- | ---------------- | ---------------- | ---------------- | ---------------- | ---------------- | ---------------- | ---------------- | ---------------- | ---------------- |
| Джерело:                                      |                  |                  |                  |                  |                  |                  |                  |                  |                  |                  |                  |                  |                  |